# Ханнавилл
Ханнавилл (англ. Hannahville Indian Community) — индейская резервация народа потаватоми, расположенная в северо-западной части штата Мичиган, США. 

## История
В начале XIX века некоторые группы потаватоми были оттеснены на запад вторжением евроамериканцев. После того, как Эндрю Джексон подписал Закон о переселении индейцев, большинство потаватоми были переселены со своих земель в районе Великих озёр в резервации, которые располагались на западе в регионе Великих равнин. Часть потаватоми смогла избежать депортации и ушла в резервацию Меномини, другие бежали в Канаду. В 1850-х годах некоторые потаватоми начали возвращаться в Мичиган и селиться вдоль реки Биг-Сидар. Методистский священник Питер Марксман, оджибве по происхождению, смог организовать в этих местах индейское поселение, которое впоследствии назвали Ханнавилл, в честь жены священника.
В 1913 году Конгресс США приобрёл для общины дополнительные земли на которых была образована индейская резервация Ханнавилл. В 1936 году потаватоми Ханнавилла приняли свою конституцию и получили федеральное признание. В 1942 году к резервации были добавлены ещё 39 акров. Большинство жителей резервации были фермерами, а также сезонно работали в лесной промышленности. К середине XX века пахотные земли были истощены, лесозаготовительная промышленность пришла в упадок, а федеральное правительство отказало потаватоми во всех услугах — всё это привело к обнищанию индейцев, лишь в конце 1960-х годах ситуация стала улучшаться.
Правительство резервации поддерживает различные программы социального обслуживания, число носителей языка потаватоми неуклонно растёт. Жители Ханнавилла исповедуют традиционные или синкретические религии, а также христианство. На территории резервации регулярно проходит пау-вау индейцев Великих озёр.

## География
Резервация состоит из нескольких несмежных участков, большинство которых находятся в округе Меномини, лишь один расположен в юго-западной части округа Делта. Общая площадь резервации, включая трастовые земли (9,25 км²),  составляет 23,675 км². Штаб-квартирой племени является невключённая территория Уилсон.

## Демография
По данным федеральной переписи населения 2010 года, в резервации проживало 523 человека. Согласно федеральной переписи населения 2020 года в резервации проживало 720 человек, насчитывалось 142 домохозяйства и 262 жилых дома. Средний возраст, проживающих в Ханнавилле, составлял 30,6 лет. Доход среднего домохозяйства в индейской резервации составлял 42 222 доллара США. Около 28,3 % всего населения находились за чертой бедности, в том числе 41,1 % тех, кому ещё не исполнилось 18 лет, и 11,8 % старше 65 лет.
Расовый состав распределился следующим образом: белые — 94 чел., афроамериканцы — 1 чел., коренные американцы (индейцы США) — 541 чел., азиаты — 0 чел., океанийцы — 0 чел., представители других рас — 1 чел., представители двух или более рас — 83 человека; испаноязычные или латиноамериканцы любой расы составили 17 человек. Плотность населения составляла 30,4 чел./км².

## Комментарии
1. ↑  Сам населённый пункт не входит в состав резервации, а является лишь штаб-квартирой племени.